# NGC 5676
NGC 5676 ist eine Spiralgalaxie vom Hubble-Typ Sbc im Sternbild Bärenhüter am Nordsternhimmel. Sie ist rund 100 Millionen Lichtjahre von der Milchstraße entfernt.
Das Objekt wurde am 15. Mai 1787 von William Herschel entdeckt.